# 스티븐 코커
스티븐 로이 코커(영어: Steven Roy Caulker, 1991년 12월 29일 ~ )는 잉글랜드 출생 시에라리온의 축구 선수로, 현재 TFF 1. 리그 클럽 앙카라 케치오렌귀쥐에서 센터백 겸 감독으로 재직 중이며 시에라리온 국가대표팀의 주장으로도 활약하고 있다.
코커는 2009년에 토트넘 홋스퍼에서 프로 경력을 시작했다. 그는 요빌 타운, 브리스틀 시티, 스완지 시티에서 세 시즌을 임대 생활로 보냈다. 스완지에서 그는 프리미어리그에 처음으로 모습을 드러냈고 시즌의 마지막에는 2012년 하계 올림픽에서 영국 국가대표로 뛰었다. 2012년 11월 그는 스웨덴과의 친선 경기에서 득점을 기록한 잉글랜드 데뷔 전을 치렀다.

## 구단 경력

### 토트넘 홋스퍼
10대 시절 재능 있는 운동 선수였던 코커는 축구계에서 커리어를 추구하기로 선택했고, 그의 지역 클럽인 하운슬로 버로우에서 초기 축구를 했다. 처음에 중앙 미드필더로 활약한 후, 그는 감독의 조언에 따라 행동했고 중앙 수비로 전환했다. 15살의 나이에 하운슬로에서 센터백으로 단 한 경기를 치른 후, 그는 토트넘 홋스퍼, 첼시, 레딩 그리고 퀸스 파크 레인저스를 포함한 7개의 클럽에서 시도해 볼 것을 제안 받았다. 코커는 토트넘 홋스퍼의 청소년 팀에 합류했고, 2007-08 시즌 동안 U-16 선수로 U-18 팀에 진출했다. 코커는 31경기에 출전했고, 2008-09 시즌에 한 골을 득점했다. 그는 또한 그 시즌에 예비 팀으로 들어가 5경기에 출전했고, 그 시즌이 시작될 때까지 U-18 팀의 주장을 맡았다. 그는 전임 학자로서 첫 시즌 동안 인상을 남겼고, 2009년 7월에 토트넘에서 첫 프로 계약을 맺었다.

### 카디프 시티
2013년 7월 31일, 새롭게 승격된 카디프 시티는 토트넘으로부터 8백만 파운드의 기록적인 이적료에 4년 계약으로 코커를 영입하였다. 코커는 2-0으로 패한 웨스트햄 유나이티드와의 2013년 8월 17일 시즌 첫 리그 경기에서 카디프 데뷔 전을 치렀다. 코커는 1-0으로 이긴 전 임대 클럽이자 라이벌인 스완지 시티와의 홈 경기에서 카디프 소속으로 두 번째 리그 골을 넣었고, 이는 프리미어리그 최초의 사우스 웨일스 더비에서 나온 결승골이었다. 2014년 3월 8일, 그는 풀럼과의 경기에서 두 골을 넣었다. 코커는 프리미어리그 카디프 소속으로 경기 내내 5골을 넣었지만, 그들이 다시 챔피언십으로 강등되는 것을 막을 수 없었다.

## 국가대표팀 경력
잉글랜드에서 나고 자란 코커는 시에라리온의 친할아버지와 스코틀랜드의 외할머니 사이에서 잉글랜드, 스코틀랜드, 시에라리온 국가대표로 뛸 수 있다.

### 시에라리온
2021년 10월, 코커는 잉글랜드에서 시에라리온으로 연고지를 변경하기 위해 FIFA의 승인을 기다리고 있다고 발표했다. 그는 또한 시에라리온이 2-1로 패한 모로코 현지 축구 선수들과의 비공식 비 FIFA 승인 친선 경기에 국가대표로 출전했다. 12월 17일, 코커는 FIFA의 승인을 받아, 다가오는 2021년 아프리카 네이션스컵에 출전할 자격을 얻었다. 그는 시에라리온의 아프리카 네이션스컵 국가대표팀 명단에 포함되어, 3경기에 모두 출전해, 디펜딩 챔피언 알제리와 코트디부아르를 상대로 비긴 후, 적도 기니에 패해 조 3위를 기록했다.

## 사생활
2011년 11월 5일, 코커는 스완지 도심에서 일어난 사고로 공공질서 위반으로 체포되었다. 그는 벌금 고지를 확정받고 풀려났다. 이후 코커는 자신의 체포가 거리에서 욕설을 한 것임을 밝혔고, 심야에 일어난 범죄에 대해 클럽과 그의 매니저 브렌던 로저스에게 사과했다.
2017년 6월, 코커는 《가디언》 잡지와 인터뷰를 가졌고 그의 알코올, 도박 중독과 우울증에 대한 문제를 논의했다. 코커는 그의 문제가 그의 축구 경력에 손상을 입혔고 그가 자살을 고려하도록 이끌었다는 것을 인정했다. 2023년 11월, 스폰서인 베트365가 도박 중독에 대한 그의 이전의 긍정적인 작업에 대해 긴장했기 때문에 그가 전문가로서 낙마했다는 것이 밝혀졌다.